# Championnat américain de course automobile 1926
Navigation
1925 1927
Le Championnat américain de course automobile 1926 est la 9e édition du championnat de monoplace nord-américain et s'est déroulé du 22 février au 11 novembre sur 26 épreuves. Ce championnat est organisé par l'Association américaine des automobilistes (AAA).

## Calendrier
| no | Date         | Course                          | Circuit                     | Lieu                         | Type  | Pole Position  | Vainqueur      |
| -- | ------------ | ------------------------------- | --------------------------- | ---------------------------- | ----- | -------------- | -------------- |
| 1  | 22 février   | Carl G. Fisher Trophy           | Fulford–Miami Speedway      | Miami Beach (Floride)        | Board | Ralph Hepburn  | Peter DePaolo  |
| 2  | 21 mars      | Culver City Race                | Culver City Speedway        | Culver City (Californie)     | Board | Bob McDonogh   | Bennett Hill   |
| 3  | 1er Mai      | Atlantic City Race              | Atlantic City Speedway      | Hammonton (New Jersey)       | Board | Bob McDonogh   | Harry Hartz    |
| 4  | 10 mai       | Charlotte Race                  | Charlotte Speedway          | Pineville, Caroline du Nord  | Board | Harry Hartz    | Earl Devore    |
| 5  | 31 mai       | 500 miles d'Indianapolis        | Indianapolis Motor Speedway | Speedway, Indiana            | Brick | Earl Cooper    | Frank Lockhart |
| 6  | 12 juin      | Altoona Race                    | Altoona Speedway            | Tyrone, Pennsylvanie         | Board | Peter DePaolo  | Dave Lewis     |
| 7  | 5 juillet    | Independence Day Classic        | Rockingham Park             | Salem, New Hampshire         | Board | Peter DePaolo  | Peter DePaolo  |
| 8  | 5 juillet    | Independence Day Classic        | Rockingham Park             | Salem, New Hampshire         | Board | Peter DePaolo  | Earl Cooper    |
| 9  | 17 juillet   | Sesquicentennial Classic Heat 1 | Atlantic City Speedway      | Hammonton (New Jersey)       | Board | —              | Harry Hartz    |
| 10 | 17 juillet   | Sesquicentennial Classic Heat 1 | Atlantic City Speedway      | Hammonton (New Jersey)       | Board | —              | Norman Batten  |
| 11 | 17 juillet   | Sesquicentennial Classic Semi   | Atlantic City Speedway      | Hammonton (New Jersey)       | Board | —              | Fred Comer     |
| 12 | 17 juillet   | Sesquicentennial Classic Main   | Atlantic City Speedway      | Hammonton (New Jersey)       | Board | —              | Harry Hartz    |
| 13 | 23 août      | Charlotte Heat 1                | Charlotte Speedway          | Pineville, Caroline du Nord  | Board | Bob McDonogh   | Earl Cooper    |
| 14 | 23 août      | Charlotte Heat 2                | Charlotte Speedway          | Pineville, Caroline du Nord  | Board | —              | Dave Lewis     |
| 15 | 23 août      | Charlotte Semi                  | Charlotte Speedway          | Pineville, Caroline du Nord  | Board | —              | Frank Lockhart |
| 16 | 23 août      | Charlotte Main                  | Charlotte Speedway          | Pineville, Caroline du Nord  | Board | Dave Lewis     | Frank Lockhart |
| 17 | 18 septembre | Altoona Race                    | Altoona Speedway            | Tyrone, Pennsylvanie         | Board | Harry Hartz    | Frank Lockhart |
| 18 | 2 octobre    | Fresno 25                       | Fresno Speedway             | Fresno (Californie)          | Board | —              | Peter DePaolo  |
| 19 | 2 octobre    | Fresno 50                       | Fresno Speedway             | Fresno (Californie)          | Board | —              | Frank Lockhart |
| 20 | 12 octobre   | Rockingham Race                 | Rockingham Park             | Salem, New Hampshire         | Board | —              | Bennett Hill   |
| 21 | 12 octobre   | Rockingham Race                 | Rockingham Park             | Salem, New Hampshire         | Board | —              | Leon Duray     |
| 22 | 12 octobre   | Rockingham Race                 | Rockingham Park             | Salem, New Hampshire         | Board | —              | Harry Hartz    |
| 23 | November 11  | Charlotte Heat 1                | Charlotte Speedway          | Pineville (Caroline du Nord) | Board | Bennett Hill   | Frank Lockhart |
| 24 | November 11  | Charlotte Heat 2                | Charlotte Speedway          | Pineville (Caroline du Nord) | Board | Harry Hartz    | Dave Lewis     |
| 25 | November 11  | Charlotte Semi                  | Charlotte Speedway          | Pineville (Caroline du Nord) | Board | Bennett Hill   | Harry Hartz    |
| 26 | November 11  | Charlotte Main                  | Charlotte Speedway          | Pineville (Caroline du Nord) | Board | Frank Lockhart | Leon Duray     |

## Classement
| Pos.     | Pilote         | Voiture           | Points |
| -------- | -------------- | ----------------- | ------ |
| Champion | Harry Hartz    | Miller            | 2 954  |
| 2e       | Frank Lockhart | Miller            | 1 830  |
| 3e       | Peter DePaolo  | Duesenberg        | 1 500  |
| 4e       | Bennett Hill   | Miller            | 1 050  |
| 5e       | Frank Elliott  | Miller-Locomobile | 747    |

## Courses organisées par l'AAA ne comptant pas pour le championnat
| Date         | Course             | Circuit                             | Lieu                | Type  | Pole Position | Vainqueur      |
| ------------ | ------------------ | ----------------------------------- | ------------------- | ----- | ------------- | -------------- |
| 15 avril     | Raisin Day Classic | Fresno Speedway                     | Fresno (Californie) | Board | —             | Peter DePaolo  |
| 27 juin      | Detroit 100        | Michigan State Fairgrounds Speedway | Détroit (Michigan)  | Dirt  | —             | Frank Lockhart |
| 4 septembre  | Syracuse 50        | New York State Fairgrounds          | Syracuse (New York) | Dirt  | —             | Ralph DePalma  |
| 11 septembre | Detroit 100        | Michigan State Fairgrounds Speedway | Détroit (Michigan)  | Dirt  | —             | Frank Lockhart |
| 24 octobre   | Detroit 100        | Michigan State Fairgrounds Speedway | Détroit (Michigan)  | Dirt  | —             | Sam Ross       |